# Техническое замыкание автоколонны
Техническое замыкание автоколонны — совокупность сил и материально-технических средств, предназначенных для оказания технической помощи участникам автоколонны (танковой колонны и так далее) на марше, снабжения неисправных транспортных средств запасными частями, горючим и смазочными материалами, а также для эвакуации вышедшей из строя техники к месту ремонта.
Как правило, наряд средств технического замыкания следует в хвосте колонны; обычно в его состав выделяется несколько тягачей для эвакуации неисправных машин и резервных автомобилей со средствами буксировки, подвижная авторемонтная мастерская, средства для дозаправки техники горючим и смазочными материалами, медицинский автомобиль и средства для проведения специальной обработки материальной части. При движении небольших подразделений техническое замыкание может быть сформировано из состава их собственных автомашин, которые доукомплектовываются запасными частями, устройствами для вытаскивания застрявшей техники, запасом горючего и смазочных масел в таре. Если группа машин по каким-либо причинам не имеет штатных средств технического обслуживания, то в техническое замыкание определяется транспортное средство повышенной проходимости с опытным экипажем, которому предоставляется дополнительное снаряжение и припасы для оказания помощи.